# عبد العزيز بوكار موسى
عبد العزيز بوكار موسى مواليد 8 أبريل 1980 في انجمينا، هو لاعب كرة سلة أنغولي سابق. بدأ مسيرته الاحترافية في سنة 1996. مثّل منتخب بلاده. شارك في دورة الألعاب الأولمبية الصيفية سنة 2004.

## روابط خارجية
- عبد العزيز بوكار موسى على موقع الاتحاد الدولي لكرة السلة (الإنجليزية)
- عبد العزيز بوكار موسى على موقع كرة السلة الأوروبية.كوم (الإنجليزية)
- عبد العزيز بوكار موسى على موقع ريلجم (الإنجليزية)
- عبد العزيز بوكار موسى على موقع بروبوليرز (الإنجليزية)
- عبد العزيز بوكار موسى على موقع سبورتس رفرنس (الإنجليزية)
- عبد العزيز بوكار موسى على موقع أوليمبيديا (الإنجليزية)